# Polynesoecetes kekeae
Polynesoecetes kekeae is een vlokreeftensoort uit de familie van de Ischyroceridae. De wetenschappelijke naam van de soort is voor het eerst geldig gepubliceerd in 1989 door Myers.